# Evgeny Gradovich
Evgeny Gradovich est un boxeur russe né le 7 août 1986 à Igrim.

## Carrière
Passé professionnel en 2010, il devient champion du monde des poids plumes IBF le 1er mars 2013 après sa victoire aux points face à Billy Dib. Il conserve son titre le 27 juillet 2013 en dominant aux points Mauricio Javier Munoz puis à nouveau Dib le 23 novembre suivant par arrêt de l'arbitre au 9e round.
Gradovich poursuit sa série de victoires en battant aux points Alexander Miskirtchian le 31 mai 2014 mais il concède ensuite le match nul contre Jayson Velez avant d'être battu le 30 mai 2015 par le boxeur gallois Lee Selby.